# Bignonia magnifica
Bignonia magnifica là một loài thực vật có hoa trong họ Chùm ớt. Loài này được W.Bull mô tả khoa học đầu tiên năm 1879.